# Municipio El Socorro (Guárico)
El Municipio El Socorro es uno de los 15 municipios que integran el Estado Guárico, Venezuela. Ocupa una superficie de 2659 km² para el censo de 2011, según el INE, contaba con una población de 19 189 habitantes. Su capital es la ciudad de El Socorro solo tiene una parroquia del mismo nombre.
El municipio se encuentra ubicado en la región centro-sur del Estado Guárico y sus límites territoriales se definen de la siguiente manera:
Al norte, limita con los municipios José Félix Ribas (Tucupido) y Pedro Zaraza.  Al este, colinda con el municipio Santa María de Ipire.  Al oeste, limita con el municipio Leonardo Infante, cuya capital es Valle de la Pascua.  Al sur, su frontera natural es el río Orinoco, que lo separa del Estado Bolívar.
El Socorro cuenta con recuerdos históricos como son la Piedra MacGregor y también tiene una de las mejores plazas del Estado Guárico, también cuenta con las siguientes universidades: UNEFA Y Misión Sucre, además está entre los primeros 5 municipios de Venezuela con mayor producción de maíz, otros productos agrícolas que se producen en este municipio son: sorgo, soya, frigol, caña de azúcar, caraota, entre otros.

## Historia
Investigaciones históricas ubican el origen de la Posesión General de El Socorro entre los años 1650 y 1816, período en el cual se consolidó como asentamiento territorial en la región.
Según el escritor José Ángel Velásquez (1950) y en concordancia con la tradición oral local, la antigua posesión fue establecida por el ciudadano de origen español Félix Bernabé Fernández, quien a finales del siglo XVIII adquirió un total de trece leguas de tierra, con las cuales fundó la hacienda que denominó El Socorro, nombre que con el tiempo pasaría a identificar a la localidad.

### Municipio El Socorro
Después de la desaparición física de Félix Bernabé, sus propiedades pasaron a manos de sus numerosos herederos,  las tierras fueron repartidas y se convirtieron en conucos y pequeños hatos que más tarde formarían parte de los factores principales de la vida social y económica de lo que posteriormente sería el Municipio. Desde su fundación se ha destacado como un pueblo agropecuario, entre las actividades que se han mantenido con el pasar de los años se encuentran intactos costumbres como la molienda de caña de azúcar para producir el Papelón, la panela, el sabroso Melcoche, mono aliñado,  el mono de agua y el guarapo de caña… “aquellas gentes ubicados la mayoría a la ribera de las quebradas…producían además de ganado vacuno, quesos, cueros, papelón, chinchorros y hamacas de moriches.
A partir de 1867, (durante el gobierno de Guzmán Blanco se denomina a El Socorro como Municipio Urbaneja, en honor a Diego Bautista Urbaneja), en esa época, se produce un movimiento migratorio desde los caseríos “Mamonote” y “El Arbolote”, los cuales conservaban el nombre del Socorro viejo a lo que es hoy la cabecera del Municipio; familias enteras emigran desde los caseríos de Altamira, mesa de Guanipa e Iguana, comunidades florecientes en otros tiempos, pero que fueron diezmadas por las guerras y enfermedades, trayendo consigo además,  costumbres y tradiciones.
A través de ese intercambio cultural, el cual se ha transmitido de generación en generación,  como las ceremonias, supersticiones y  tradiciones; cantos, danzas y bailes,  de este último se destaca el joropo,  el cual se cree que tiene sus raíces en el viejo continente,  (muchas familias inmigrantes tenían orígenes canarios o provenían de familias andaluces). 
A finales del siglo xviii, el capitán Félix Bernabé Fernández adquirió varias leguas de tierra a la monarquía española, delimitadas de la siguiente manera: al norte, los Montes de Tamanaco; al sur, el río Orinoco; al este, el río Unare; y al oeste, el río Iguana. En honor a la Virgen del Socorro, denominó a la propiedad como Posesión General de El Socorro.
Estas tierras estaban habitadas por grupos indígenas Palenques, y en ellas se establecieron un hato y una casa solariega al este de la quebrada de Salsipuedes. Las actividades económicas se centraban en la cría de ganado vacuno y el cultivo de maíz, frijoles y caña de azúcar, lo cual dio origen a la molienda en trapiches y a la producción de panelas y papelones, tradición agroindustrial que perdura hasta la actualidad.
El 5 de diciembre de 1989, el municipio recuperó su autonomía político-administrativa, adoptando nuevamente el nombre de El Socorro, en correspondencia con su cabecera principal.

### Guerra de Independencia
El único hecho de guerra celebrado en su jurisdicción es la Batalla de Quebrada Honda, el 2 de agosto de 1816, y en la cual los Patriotas comandados por el General Gregor MacGregor derrotaron a los realistas al mando del Coronel Juan Nepomuceno Quero. A este combate tan importante para la reunificación del ejército republicano y lograr la independencia de Guayana, no se le ha dado la importancia requerida, así como tampoco se ha reconocido la gran trayectoria del General MacGregor. En el Municipio no existe ningún monumento ni de la batalla ni del vencedor, tan solo hay un monumento natural dedicado al militar escocés: una gran piedra situada al frente de La Escuela Básica “CARLOS IRAZABAL PÉREZ”. Según la tradición la noche antes de la batalla el General MacGregor aquejado de una fiebre porque venía herido desde Chaguaramas después de haber sostenido un combate por más de 18 horas, en contra del realista Don Tomás García quien se atrincheró en “la casa fuerte”, una edificación cerrada que les permitió resistir los ataques de los patriotas, Mac Gregor y los republicanos acometen con todos los bríos a bayoneta, tal como lo describe el escritor Eduardo Blanco, después de 18 horas de combate, viendo que se les agotaba el parque de guerra y ante la proximidad de Morales y Quero, se ven forzados a abandonar la lucha.
En Chaguaramas se incorpora a la expedición, el comandante Basilio Belisario. Los patriotas cuentan 11 muertos y 33 heridos y se ponen en marcha al amanecer del día 30 de julio, llevando consigo todos sus heridos, incluyéndose el propio Gregor Mac Gregor y esquivan cualquier encuentro con los realistas, trasmontando espesos bosques y extensas llanuras.

### La Batalla de Quebrada Honda
El 1 de agosto llegan al apartado sitio del Socorro, (hoy El Socorro), y se une a la División, el comandante Julián Infante con 80 hombres a quien Pedro Zaraza había enviado para proteger al General Mac Gregor, el cual se encontraba herido y quebrantado con fiebre. El 2 de agosto de 1816, anunciados de la presencia del enemigo a retaguardia, la División patriota se puso en marcha y se dirigen hacia el noreste para salir del Socorro (El Socorro, actualmente). Mac Gregor a causa de sus males y las copiosas lluvias, se adelanta con una pequeña escolta algunas horas a la salida de la tropa, y se atrincheran en Quebrada Honda en zona selvática a esperar al enemigo.
Un numeroso cuerpo de infantería y caballería divisan a los batallones patriotas, siguiéndoles a paso redoblado, el General Carlos Soublette, asume la dirección del ejército, y no juzgando apropiado el terreno para esperar a los realistas cuyo número los superaba en 1200 hombres, que comanda el traidor Quero; se apresuran a pasar la hondonada (Quebrada Honda, actualmente el peligroso paso de San Vicente, ubicado en la finca Maniral); para tomar posiciones en la ribera opuesta, sin embargo, el enemigo alcanza la retaguardia, la carga con ímpetu y logra desordenarla, esta circunstancia hace creer a Quero que los patriotas huyen derrotados y lanza sobre ellos sus 500 jinetes por tres puntos distintos a la vez, mientras la infantería marcha de frente y se interna en la profunda quebrada. 
En la subida opuesta, la División patriota ya organizada les espera y se traba un violento combate, según De Armas Chitty, “...el realista se estrella contra el bosque y los barrancos de Quebrada Honda, y es diezmado porque no precisa de donde le disparan”… la lucha deja una estela de cadáveres, en la batalla muere también, el comandante Piñango (patriota), y lucharon con valentía y coraje el General Mac Gregor, Justo Briceño, jefe de Batallón de cazadores, General Diego Ibarra se luce por su arrojo, General José Antonio Anzoátegui quien combatió con valor y coraje, General Pedro León Torres, de él decía Páez que tenía un valor que daba miedo, el General Jacinto Lara, combatió como un león y el General Bartolomé Salom, Alférez de artillería, el General Julián Infante, a quien Pedro Zaraza envió para proteger al General Mac Gregor, y el comandante Basilio Belisario, también combatieron lanceros de Chaguaramas, Valle de La Pascua y El Socorro.
La conformación del pueblo El Socorro, fue creciendo alrededor del hato y para 1.850 era un pueblo conformado por unas (100) casas, a las que se unieron emigrantes venidos de Altamira e Iguana acosados por los Indios Palenques muy hostiles. Para 1.873 contaba con unos (1.800) habitantes y formaban parte del Municipio Tucupido del cantón del Unare. El 15 de noviembre de 1875 es elevado a municipio con el nombre de Urbaneja, en honor al doctor Diego Bautista Urbaneja. Entre 1928 y 1930 se establecieron los campamentos de presos gomeros en el Banco Federal y las Lomas Coloradas, los cuales fueron desmontados después de la muerte del general Juan Vicente Gómez. El desarrollo y consolidación de El Socorro se inició después de la caída del general Marcos Pérez Jiménez y hoy día es un pueblo amplio y acogedor.

## Educación y cultura
Las misioneras evangélicas norteamericanas, Margarita Johnson y Esther Carson, quienes arribaron a El Socorro en 1930, se encontraron con que no existían escuelas y fundaron una Escuela Evangélica, cuya enseñanza y conocimientos generales se adaptaban al programa del Ministerio de Educación; esta escuela se encargó de la educación y sus primeros maestros fueron: Irene González, Lucía Palacios, Marbella Prado y Clara Prado; los educadores fueron: Don Pablo Corado para varones y Doña Agustina Campos. En 1944 se fundaron las escuelas federales Mariano Montilla para varones y para mujeres Carlos Irazabal Pérez también en 1944, el escritor y periodista Justo Ramón López fundó el primer periódico, El Pampero y ese mismo año don José Norberto Arévalo fundó la Sociedad Socorro.
En 1966 arribó a El Socorro el presbítero Pierre Nicollerat, suizo de nacimiento y socorreño de corazón. Este ilustre sacerdote fundó en 1970, la Escuela de Especialidades Corazón de Jesús cabe mencionar que con la colaboración de un grupo de docentes entre los que figuran: la Licenciada Azucena López, directora, el profesor, Héctor Barrios Delgado fundaron en 1969 la Unidad Educativa José Melecio Camacho en 1972 la Escuela Técnica Agropecuaria Henry Pittier, quienes además fueron profesores de las mismas, en 1975, crea el Centro APEP Jesús es el Señor. También remodeló la Santa Iglesia Parroquial y construyó el Parque Municipal y la Manga de Coleo. Así como llegó calladamente, así mismo se marchó, vivió varios años en Santa Tecla, comunidad de Cumaná en el Estado Sucre, y ahora reside en Villa de Cura.

## Geografía

### Situación y límites
El municipio El Socorro está ubicado en la cuenca alta de los ríos Iguana, Aracay y Quebrada Honda; esta última muy cerca de la población, igualmente quedan cerca las bocas de las quebradas mantequilla, el chiquero y el paso pachequero. Existe un ramal del embalse de Tucupido, denominado el pueblito, el cual, además de ser un sitio turístico se utiliza la pesca deportiva y comercial, aunque no es intensiva. El Municipio cuenta con los ríos iguana, Aracay, Coporo, el chiquero y una represa municipal, otras represas de particulares ubicadas en la posesión Bejucal circundante al poblado, además de una gran cantidad de estanques y lagunas que represan aguas para las actividades agropecuarias. ocupa la parte oriental de Estado Guárico, limita al sur: con el río Orinoco, que la separa del Estado Bolívar; al este: con el Municipio Santa María de Ipire. por el norte: Municipios Ribas y Zaraza, por el oeste: el Municipio Leonardo Infante.

### Hidrografía
Las tierras del Municipio El Socorro pertenecen a dos vertientes hidrográficas: la situada al sudoeste corre hacia la cuenca del Orinoco; mientras que la porción del noroeste corresponde a la cuenca del río Unare, cuyo principal afluente es el río Quebrada Honda, que nace en el Cerro Tucusipano, atraviesa la superficie del municipio y en su cauce se construyó el embalse del pueblito, que es un gran reservorio de agua, flora y fauna. En este embalse se práctica la pesca artesanal, siendo las especies principales: Coporo, Rayado Y Pavón.

### Relieve
El relieve está conformado por llanuras onduladas con elevaciones comprendidas entre 20 y 200 msnm, dentro del poblado existen elevaciones de hasta 124 m como es la que se ubica en el sitio del cementerio de la población, otras ondulaciones alcanzan los 122 m, sector Cruz verde-Marojuan y otras que se ubican hacia el caserío Corral Viejo, que alcanzan una altura de 157 m; la mayor elevación corresponde al Cerro Tucusipano de 450 m, montaña aislada en la llanura guariqueña, la cual comparte con Santa María de Ipire.

### Clima y Población
El Municipio El Socorro cuenta con una población aproximada de más 40.000 habitantes, de los cuales alrededor del 80% reside en la capital. En El Socorro, la temperatura media es de 27.5 - 31 °C,  manteniendo la temperatura todo el año, el mes más frío se mantiene por encima de los 23 °C. Sus principales centros poblados son: El Socorro, Chupadero, Corral Viejo, Corocito Peñero, La Puente, Santo Domingo, Maniral, Las Lomas Perdomeras, Paso Real.

### Vegetación
Por influencia directa del clima y del relieve, los suelos y el drenaje de aguas corrientes; predomina la vegetación de sabanas, herbáceas, con bosques de galería, arbustos y matas,  entre muchas variedades de plantas se ubican: Robles, cujíes, Apamates, Chaparro, Guásimo, Palma llanera, Merecures, Carutos, Taparo, Guatacaros, Píritus, Bayas, guayabita sabanera entre otras.

### Fauna
Está representada por varias especies silvestres: Conejos de monte, oso palmero, oso hormiguero, onzas, perezas rabipelados, zorros, mapaches, venados, acures, váquiros, cachicamos, monos y araguatos; especies como el cunaguaro, el puma o "león" como se le conoce en la región, se encuentran en peligro de extinción, ya sea por la caza indiscriminada o porque su hábitat ha sido alterado por la mano del hombre. Reptiles, iguanas, serpientes, matos entre otros. Aves como perdíces, gallinetas, patos güires, guacharacas, gallitos de agua, garzas blancas, corocoras y garzones, carraos, Búhos, Lechuzas y una gran variedad de pájaros. en el medio acuático: morocotos, guabinas, corroncho, bagres, terecayas, babas, pavón, anguillas, palometas, loro y buzco.

## Economía
La economía socorreña se basa en la agricultura y ganadería. Los principales productos agrícolas son: EL MAÍZ Y EL SORGO. En una oportunidad El Socorro fue el primer productor de SORGO a nivel nacional pero malas políticas agrícolas que prefieren importarlo antes que producirlo en el país, trajeron como consecuencia que nuestra economía se viniera de más a menos, sin embargo la tesón del hombre del llano aumenta en 150% la siembra de MAÍZ así como el aumento de los rebaños de ganado lo que ha permitido la subsistencia del gentilicio socorreño. Mención especial merece la siembra de caña de azúcar, considerada la panacea del llano, ya que este cultivo ha sido la salvación de humanos y ganado en la época más dura del llano. El corte de la caña iniciado en enero permite que los desechos como cogollos y otros sean utilizados para la ganadería; el jugó de caña produce papelones y panelas de fama internacional, la cachaza que es un residuo del cocimiento se utiliza para alimentar y engordar cerdos; en fin todos los productores derivados y desechos de la caña de azúcar son utilizados. Además, se emplea mano de obra para el corte y la molienda ayuda a paliar la hambruna de vacunos y cerdos y sus comercialización es rentable. En la actualidad culmina en el mes de mayo.
Además se siembran rubros como melón, patilla, cebolla 

### Minería
Existen reservas de petróleo y gas así como minas de broquelitos. La explotación petrolera del municipio está a cargo de la empresa trasnacional japonesa TEIKOKU-OIL, que tiene la oficina en la vecina ciudad de Valle de la Pascua.

## Política y Gobierno
El Municipio El Socorro, fue foráneo del Distrito Zaraza hasta 1987, cuando se modificó la Ley política-territorial del Estado Guárico y se le dio Autonomía Municipal. Se nombró una Junta Administradora del Municipio Autónomo y para ese entonces fue Presidente el señor Carlos Velásquez. En las elecciones municipales de 1989, fueron elegidos las primeras autoridades, como Alcalde.

### Alcaldes
| Período     | Alcalde              | Partido político / Alianza | % de votos | Notas |
| ----------- | -------------------- | -------------------------- | ---------- | --- |
| 1989 - 1992 | Quintín Velásquez    | AD                         | 37,13      | Primer alcalde bajo elecciones directas |
| 1992 - 1995 | Ramón Castro Arévalo | AD                         | 54,68      | Segundo alcalde bajo elecciones directas |
| 1995 - 2000 | Quintín Velásquez    | AD                         | -          | Tercer alcalde bajo elecciones directas (se realizaron elecciones generales adelantadas en el 2000 debido a la aprobación de la Constitución de 1999) |
| 2000 - 2004 | Jorge Luis Pinto     | PPT                        | 51,75      | Cuarto alcalde bajo elecciones directas |
| 2004 - 2008 | Jorge Luis Pinto     | PPT                        | 58,76      | Reelecto |
| 2008 - 2013 | Hilda Ruíz           | PSUV                       | 52,01      | Quinta alcalde bajo elecciones directas. Primera mujer alcalde (se postergan 1 año las elecciones municipales pautadas para finales del 2013)         |
| 2013 - 2016 | Omár Álvares         | VBR                        | 36,11      | Sexto alcalde bajo elecciones directas |
| 2016 - 2017 | Royman Páez          | VBR                        | -          | Alcalde encargado tras la renuncia de Omár Álvarez por problemas de salud.                                                                            |
| 2017 - 2021 | Rubén Balza          | PSUV                       | 55,24      | Séptimo alcalde bajo elecciones directas |
| 2021 - 2025 | Luis Pinto           | ELCAMBIO                   | 63,22      | Octavo alcalde bajo elecciones directas. Incorpora a Fuerza Vecinal.                                                                                  |

### Concejo municipal

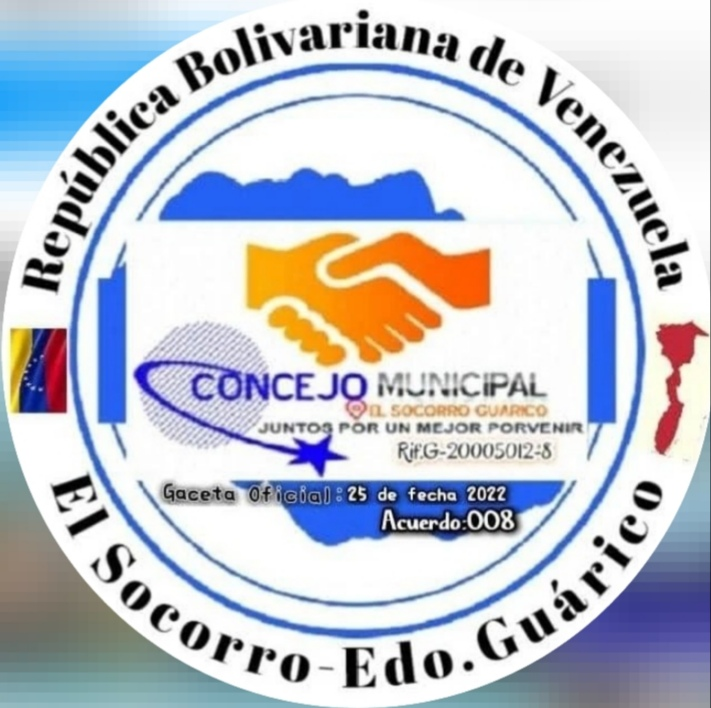
Logo del Concejo Municipal de El Socorro (2021-2025).

Período 1989 - 1992
| Concejales:            | Partido político / Alianza |
| ---------------------- | -------------------------- |
| Carlos E. Perdomo      | AD                         |
| Humberto Bolívar Balza | AD                         |
| Pedro Solano           | MAS                        |
| Victor Bolívar Balza   | MAS                        |
| Efren Gallucci         | COPEI                      |

Período 1992 - 1995
| Concejales:     | Partido político / Alianza |
| --------------- | -------------------------- |
| Elias Ortega    | AD                         |
| Augusto Cordero | AD                         |
| Nelly Guape     | AD                         |
| Angel Ortega    | COPEI                      |
| Julio Machuca   | COPEI                      |

Período 1995 - 2000
| Concejales:           | Partido político / Alianza |
| --------------------- | -------------------------- |
| Carmen Elena de Jerez | AD                         |
| José Gregorio Pérez   | AD                         |
| Adan Velázquez        | AD                         |
| Roberto Cortes        | COPEI                      |
| Emilio Gómez          | CONVERGENCIA               |

Periodo: 2013 - 2018
| Concejales          | Partido político / Alianza |
| ------------------- | -------------------------- |
| Omar Camacho        | VBR                        |
| Simón Delgado       | VBR                        |
| Karina Blanca       | VBR                        |
| Royman Páez         | VBR                        |
| Carlos Cuárez       | VBR                        |
| José Gregorio Pérez | VBR                        |
| Carlos Campos       | AD/MUD                     |

Período 2018 - 2021
| Concejales           | Partido político / Alianza |
| -------------------- | -------------------------- |
| Luis Vicuña          | PSUV                       |
| Victor Bolivar Balza | PSUV                       |
| Pedro Betancourt     | PSUV                       |
| Francis López        | PSUV                       |
| Moraima Escalona     | PSUV                       |
| Erika Guerra         | PSUV                       |
| Antonio González     | PSUV                       |

Período 2021 - 2025
| Concejales:     | Partido político / Alianza |
| --------------- | -------------------------- |
| José Requena    | EL CAMBIO                  |
| Eduardo Machado | EL CAMBIO                  |
| Rosa Muguerza   | EL CAMBIO                  |
| Geyer Ruiz      | EL CAMBIO                  |
| Bladimir Ortega | EL CAMBIO                  |
| Angel Bravo     | EL CAMBIO                  |
| Royman Páez     | PSUV                       |

## Tradiciones
Existen varias tradiciones como las Riñas de Gallo, los Bailorios de Cruz de Mayo y los Toros Coleados, son nativos del municipio. Otra de las tradiciones son los viajes a los trapiches durante la época de las moliendas, en donde los vecinos acuden a los trapiches a pasar el día, asar carne, beber aguardiente y observar los procesos de molienda y cocimiento.
Las Fiestas Patronales en honor a Nuestra Señora del Socorro, se celebran cada año durante cuatro días que coinciden con el 15 de noviembre. El plato típico es Palo a Pique, el cual está compuesto por frijoles rojos, arroz, carne mechada y queso rayado, se acompaña normalmente con arepa.

## Flora y fauna
La flora de El Socorro es la misma que impera en la llanura venezolana, en las orillas de los ríos y quebradas están las selvas de galería y hacia el sur existen extensos morichales así como amplios palmarés, cujíes, guásimo, robles, carnestolendas, oreja de ratón; etc.
Durante el invierno, las sabanas se cubren de mastrantales, brusca y pica-picales. La fauna es variada y existen grandes manadas de venados caramerudos, pero la caza indiscriminada casi los ha exterminado. Otra especie son los cachicamos o armadillos, onza, rabipelados, zorro, osos palmeros y hormigueros serpientes de cascabeles, saurios como las babas e innumerables especies de aves tales como pericos, turpiales, garzas, gaviotas, y gavilanes, etc.